# Real ale

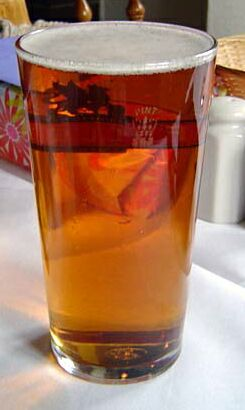
En pint real ale

Real ale (engelska, ’riktig ale’) är en öltyp framförallt bryggd i Storbritannien. Real ale är öl som tillverkats på traditionellt sätt och som vid leverans till utskänkningsställe eller vid buteljering fortfarande innehåller en aktiv jästkultur. Detta innebär att jäsnings- och mognadsprocessen fortsätter även sedan produkten lämnat bryggeriet. Ölet genomgår då en andra jäsning och ger den speciella karaktär som kännetecknar brittisk ale.
Real ale finns både på flaska och fat. Från faten pumpas ölet med hjälp av en handpump eller genom självtryck (s.k. gravity). Även elektriska pumpar används, framför allt i Skottland.
Real ale som tappas på flaska kan få beteckningen bottle conditioned, vilket syftar på att ölet inte kolsyrats på konstgjort vis, utan att den levande jästen i flaskorna bildat kolsyran från en liten mängd socker som tillsatts till var flaska. Detta kan också leda till att ölet fortsätter att utvecklas på flaska, då jästen fortsätter arbeta.
Uttrycket "real ale" myntades i början av 1970-talet av den då nystartade organisationen CAMRA (Campaign for Real Ale).